# بورکی علیا
بورکی علیا، از توابع بخش خشت  شهرستان کازرون در استان فارس ایران است و دارای آثار تاریخی نیز می‌باشد  از جمله آب انبار قدیمی و راه قدیمی که در کوهپایه آن قرار دارد.وجود باغات مرکبات و زمین های کشاورزی حاصل خیز باعث شده تا نسبت به روستاهای اطراف خود آب و هوای خنک تری در فصل تابستان داشته باشد.

## جمعیت
بورکی علیا در شهر خشت قرار دارد و براساس سرشماری مرکز آمار ایران در سال ۱۳۸۵، جمعیت آن ۲٬۹۴۴ نفر (۶۷۸خانوار) بوده‌است.